# 中興國貨
中興國貨（英語：Chung Hing Company）是香港一家中國國貨公司，創立於1958年，位於旺角，曾有4間店舖，員工百餘，總店設於新填地街，即現今朗豪坊對面。在1970年代至1980年代是中興的黃金歲月，當時負責人是李兆棠。中興新年辦年貨、開學賣校服、國產衣車、單車、臘肉為著，曾經客似雲來，比美當今的一田百貨。

## 事件
在2011年2月頭的年三十晚，因租金問題，中興宣布黯然結業。

## 外部參考
1. ↑  .   [2011-02-09]. （原始内容存档于2011-02-11）.
2. ↑  .   [2011-02-09]. （原始内容存档于2016-03-04）.
3. ↑  半世紀老店 中興國貨10日內光榮結業 蘋果日報，2011年2月9日